# تپه کلابد
تپه کلابد مربوط به هزاره دوم و اول است و در شهرستان شمیرانات، بخش لواسانات، روستای راحت آباد واقع شده و این اثر در تاریخ ۱ مهر ۱۳۸۲ با شمارهٔ ثبت ۱۰۳۸۷ به‌عنوان یکی از آثار ملی ایران به ثبت رسیده است.